# Trận Nassiriya
Trận Nassiriya xảy ra trong cuộc xâm lược Iraq 2003. Lực lượng Iraq giao tranh dữ dội với Lữ đoàn Viễn chinh Hải quân dưới tên gọi Đơn vị Tác chiến Đặc biệt Tarawa của Quân đoàn Hải quân Hoa Kỳ từ ngày 23 đến 29 tháng 3 2003. Trong trận đánh, 18 Hải quân và 11 Bộ binh đã bị giết, và khoảng 60 bị thương; trong khi sự kháng chiến của Iraq bị đánh bại khá nhanh chóng sau đó.

## Trận đánh
Nasiriyah là một trong những trận đánh ác liệt nhất. Trong ba ngày các lực lượng Hoa Kỳ pháo kích các cứ điểm của quân Iraq. Phía Mỹ đã chiếm được một cây cầu chủ chốt. Nằm bên cạnh cây cầu là tám chiếc xe tăng của Iraq bốc cháy vì bị máy bay tấn công.
Sau đó giao tranh tập trung quanh cây cầu thứ nhì nằm ở phía bắc của thị trấn. Một số lính Iraq bị bắt làm tù binh, lính cứu thương Mỹ băng bó cho các binh sĩ Iraq bị thương. Trận đánh ở Nasiriyah ác liệt đến nỗi đích thân chỉ huy toàn bộ Thủy quân lục chiến Mỹ ở Iraq đã đến thị sát mặt trận. Phía Iraq cũng phải có đến vài trăm, chưa kể các nhóm nghĩa quân.
Các lực lượng của Mỹ bị cầm chân tại Nasiriyah ít lâu nhưng giới chỉ huy quả quyết rằng việc tiến công về Bagdad có nhiều tiến triển. Các đoàn xe thiết giáp của liên quân đã đến Karbala, cách Bagdad chỉ còn chừng 100 cây số, nhưng được bảo vệ bởi hai sư đoàn Vệ binh Cộng hòa, giao tranh có lẽ sẽ diễn ra ác liệt.

## Hậu quả
Ngày 27 tháng 3, đa số các cuộc phản kháng trong thành phố đã bị dập tắt. Một nhóm nhỏ của Fedayeen Saddam đang ẩn trên toàn thành phố và sẽ bắt đầu tấn công vào lực lượng tuần tra trên biển với các vũ khí nỏ và súng phóng lựu. Thủy quân lục chiến Mỹ hoạt động tìm thấy một kho vũ khí lớn với cả thiết bị phòng chống vũ khí hóa học trong một căn cứ ở phía Nam thị trấn.
Không quân đã tấn công khu nhà mà liên quân cho là thuộc quyền kiểm soát của sư đoàn lục quân 11 của Iraq. Sớm ngày 29 tháng 3 trên đường tiến vào Nassiriya thủy quân lục chiến đã chiếm căn cứ này. Liên quân trông thấy 3 phòng chứa đầy các hòm đạn cối, lựu đạn, bộc phá, đạn súng máy và đạn pháo. Một hòm cao 7 tầng trông như là được tiếp tế từ Jordan qua, với nhãn hiệu quân đội Jordan. Cũng có rất nhiều mặt nạ phòng độc và quần áo chống vũ khí hóa học. Thủy quân lục chiến cũng nói tìm thấy thiết bị giải trừ hóa chất. Các chuyên gia đã tới đây để kiểm nghiệm các loại thiết bị chiếm được.